# Ольвиль, Проспер Шарль Александр

Герб Голлевиля

Барон Проспер Шарль Александр Ольвиль (фр. Prosper Charles Alexandre, Baron de Haulleville, в старых источниках Гольвиль и Голлевиль; 28 мая 1830 , Эхтернах, Люксембург — 25 апреля 1898 , Брюссель) — бельгийский публицист, журналист, редактор, доктор права, политик, лидер католической консервативной партии, оказавший большое влияние на принятие в его стране всеобщего избирательного права с пропорциональной избирательной системой. Писал также под псевдонимом Феликс де Брё (фр. Félix de Breux).

## Биография
Родился в семье эмигрантов из Лотарингии. Рано осиротел, был воспитан родственниками, приверженцами атеизма, но в 16-летнем возрасте, учась в лицее в Льеже, услышал проповедь Лакордера, которая полностью изменила его мировоззрение.
Изучал право в Брюсселе, Париже, историю и философию — в Боннском университете. Получил докторскую степень в Брюссельском свободном университете.
В 1856 году стал профессором естественного права в Гентском университете, однако из-за откровенных взглядов на права католиков по приказу премьер-министра Бельгии Шарля Рожье был уволен с должности. Всю жизнь посвятил журналистике и самообразованию. Принял участие в основании католической конституционной оппозиционной газеты L’Universel и стал её главным редактором в 1860 году. В 1865 году возглавил Revue générale и в начале 1878 года — газету Journal de Bruxelles, печатный орган Конституционной католической партии Бельгии, которая выступала против либеральных посягательств на права католиков.
Работал старшим куратором Королевского музея декоративного искусства и археологии, а в 1887 году — профессором истории Военной академии.

## Избранные публикации
- Histoire des communes lombardes depuis leur origine jusqu'à la fin du XIIIe siècle. 2 Bände. Gent 1857-58
- Examen critique du projet de loi sur l’abolition des octrois communaux. Brüssel 1860
- Les institutions représentatives en Autriche. Paris 1863
- Les Allemands depuis la guerre de sept ans. Brüssel 1868
- De l’enseignement primaire en Belgique. Brüssel 1870
- La nationalité belge, ou Flamands et Wallons. Gent 1875
- La définition du droit. Brüssel 1875
- De l’avenir des peuples catholiques. Brüssel 1876
- Projet de modification de la loi du 1 juillet 1879 sur l’enseignement primaire. 1884
- Portraits et silhouettes. 2 Bände, Brüssel 1892-93